# Verse (protocolo)
Verse no permite comunicación en tiempo real entre los softwares gráficos. Por ejemplo, varios arquitectos pueden construir una casa en un mismo entorno virtual utilizando su propia computadora, incluso si están utilizando diferentes programas informáticos. Si un arquitecto construye una escalera en caracol, este aparece al instante en las pantallas de todos los demás usuarios. Verse está diseñado para utilizar la capacidad de uno o varios equipos en el Internet: por ejemplo, permitiendo que un usuario con un  hand-held en España para trabajar con los recursos y poder de un superordenador de Japón. Sus principios son muy generales, lo que permite su uso en contextos que son ventajosos para la colaboración, como juegos y presentaciones visuales.

## Uni-Verse
El Real Instituto de Tecnología de Suecia (KTH), con varios colaboradores incluyendo el Instituto Interactivo, iniciaron un proyecto de la UE denominado Uni-Verse. La Comisión Europea les otorgó casi 18 millones de coronas suecas en los próximos años para desarrollar un sistema de gráficos, sonido y la acústica utilizando Verse y convertirlo en una plataforma Open Source.

## Proyectos que implementan Verse
- Blender
- Crystal Space